# Сибсельмаш (футбольный клуб)
«Сибсельмаш» — ранее существовавший советский футбольный клуб из Новосибирска.

## История
Футбольная команда «Трактор» основана в 1937 году вместе с командой по хоккею с мячом «Строитель востока», инициатором создания команды было руководство «Комбината № 179».
Чемпионат СССР по футболу 1946 года «Трактор» проводил в «сибирской» зоне РСФСР третьей группы.
В начале 1949 года команда сменила название на «Сибсельмаш» — в связи со сменой названия заводом.
Сезон 1949 года команда проводила в чемпионате РСФСР среди команд КФК.
С 1957 года благодаря усилиям директора завода Забалуева по 1965 год выступала в классе «Б» первенства СССР, с перерывом на 1961—1962 годы, когда было принято решение о выступлении в первенстве от Новосибирска команды СКА.
26 апреля 1964 года команда сыграла свой единственный матч на кубок СССР против «Цементника» (Семипалатинск). В присутствии рекордного количества (7500) зрителей победили гости 1:0.
Также команда провела две международных встречи против сборных КНДР и Китая.
В сезонах 1968 и 1969 годов выступала в розыгрышах Кубка РСФСР среди команд КФК. 
В 1970-х годах команда прекратила существование.
Из игроков, выступавших за клуб, можно отметить:
- Юрия Карандина — одного из сильнейших хоккейных арбитров СССР, а также первый советский арбитром, которому НХЛ доверила судить матч с участием заокеанских «профи» и советских «любителей»
- Геннадия Сарычева — заслуженного тренера РСФСР, игравшего в самарских «Крыльях Советов» (1960—1966) и днепропетровском «Днепре» (1967—1969).
- Анатолия Алдышева — чемпиона РСФСР 1965 и 1970 годов.

Главные тренеры
- 1957—1960 — Забродин, Юрий Иванович
- 1961—1971 — Агафонов, Владимир Ульянович[3]

## Достижения
Кубок Новосибирской области
- обладатель: 1968

## Результаты выступлений
| Сезон                          | Зона   | Место    | И  | В  | Н | П  | РМ    | О  |
| ------------------------------ | ------ | -------- | -- | -- | - | -- | ----- | -- |
| Первенство СССР, третья группа |        |          |    |    |   |    |       |    |
| 1946                           | Сибирь | 6 из 8   | 14 | 3  | 1 | 4  | 16—20 | 7  |
| Первенство СССР, класс «Б»     |        |          |    |    |   |    |       |    |
| 1957                           | 4      | 8 из 12  | 22 | 7  | 3 | 12 | 26—46 | 17 |
| 1958                           | 6      | 4 из 14  | 26 | 11 | 8 | 7  | 43—28 | 30 |
| 1959                           | 7      | 5 из 14  | 26 | 12 | 6 | 8  | 47—37 | 30 |
| 1960                           | 5      | 5 из 14  | 26 | 11 | 8 | 7  | 47—35 | 30 |
| 1963                           | 5      | 14 из 15 | 28 | 4  | 9 | 15 | 19—42 | 17 |
| 1964                           | 6      | 15 из 18 | 34 | 10 | 8 | 16 | 30—43 | 28 |
| 1965                           | 6      | 14 из 19 | 36 | 12 | 6 | 18 | 33—48 | 30 |